# Ivo Coljé

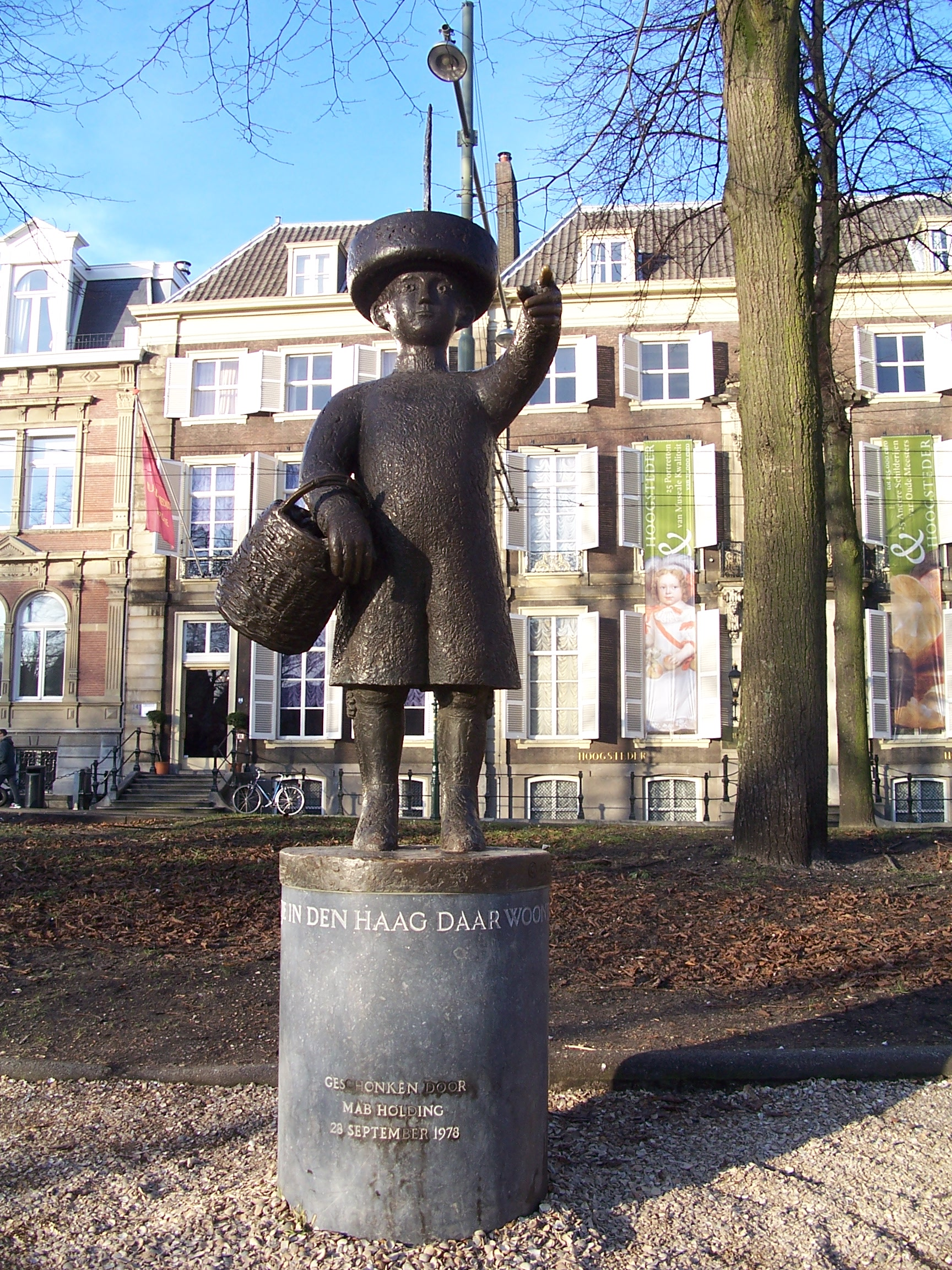
Haags Jantje

Ivo Coljé (Den Haag, 13 februari 1951 - aldaar, 2 maart 2012) was een Nederlands beeldhouwer, schilder en graficus.
Coljé studeerde aan de Koninklijke Academie van Beeldende Kunsten en vervolgens aan de Vrije Academie in Den Haag, waar hij inspiratie vond bij Jan Snoeck. Hij maakte vooral sculpturen in staal en ijzer, maar werd beroemd met het in brons uitgevoerde beeld Haags Jantje (1976), dat op de Lange Vijverberg in Den Haag staat.
Coljé overleed op 2 maart 2012 in zijn woonplaats Den Haag aan de gevolgen van kanker.
- RKD-Nederlands Instituut voor Kunstgeschiedenis: 17681